# Garra Dembélé
Garra Dembélé (Gennevilliers, Francia; 21 de febrero de 1986) es un exfutbolista de Malí nacido en Francia que jugaba en la posición de delantero.

## Carrera

### Club
| Periodo   | Club                  | Apariciones | Goles |
| --------- | --------------------- | ----------- | ----- |
| 2004-2006 | AJ Auxerre B          | 40          | 13    |
| 2007      | FC Istres             | 12          | 3     |
| 2007–2008 | Aarhus GF             | 3           | 0     |
| 2008–2009 | Pierikos FC           | 32          | 6     |
| 2010      | PFC Lokomotiv Plovdiv | 14          | 5     |
| 2010–2011 | PFC Levski Sofia      | 25          | 26    |
| 2011-2013 | SC Freiburg           | 19          | 1     |
| 2013      | → Wuhan Zall (cedido) | 20          | 3     |
| 2014-2016 | Dubai CSC             | 0           | 0     |
| 2016-2017 | FC Solothurn          | 17          | 6     |

### Selección nacional
A nivel de selecciones menores representó a Francia, pero en noviembre de 2010 decidió representar a Malí a nivel de selección absoluta. Debutó con Malí el 8 de febrero de 2011 donde jugó 45 minutos en la derrota por 0-1 ante Costa de Marfil en un partido amistoso, y su primer gol internacional lo anotó el 11 de noviembre de 2011 en el empate 1-1 ante Burkina Faso.
Fue convocado para jugar en la Copa Africana de Naciones 2012, donde ingresó de cambio al minuto 64 por Cheick Diabaté en la victoria por 1–0 ante Guinea. Una semana después anotó en la victoria por 2-1 ante Botsuana, siendo ese su único gol con la selección nacional. Malí terminó en tercer lugar del torneo, con Dembélé jugando cinco de los seis partidos.

## Logros
- Goleador de la Liga Profesional de Bulgaria en 2010/11 (26 goles).[8]